# هاري فرانك
هاري فرانك (بالألمانية: Harry Frank)‏ (و. 1896 – 1947 م) هو ممثل، من ألمانيا، ولد في برلين، توفي في برلين، عن عمر يناهز 51 عاماً.

## وصلات خارجية
- هاري فرانك على موقع IMDb (الإنجليزية)
- هاري فرانك على موقع ألو سيني (الفرنسية)
- هاري فرانك على موقع أول موفي (الإنجليزية)
- هاري فرانك على موقع قاعدة بيانات الأفلام السويدية (السويدية)
- هاري فرانك على موقع قاعدة بيانات الفيلم (الإنجليزية)